# Seminario Los Agustinos (Lara)

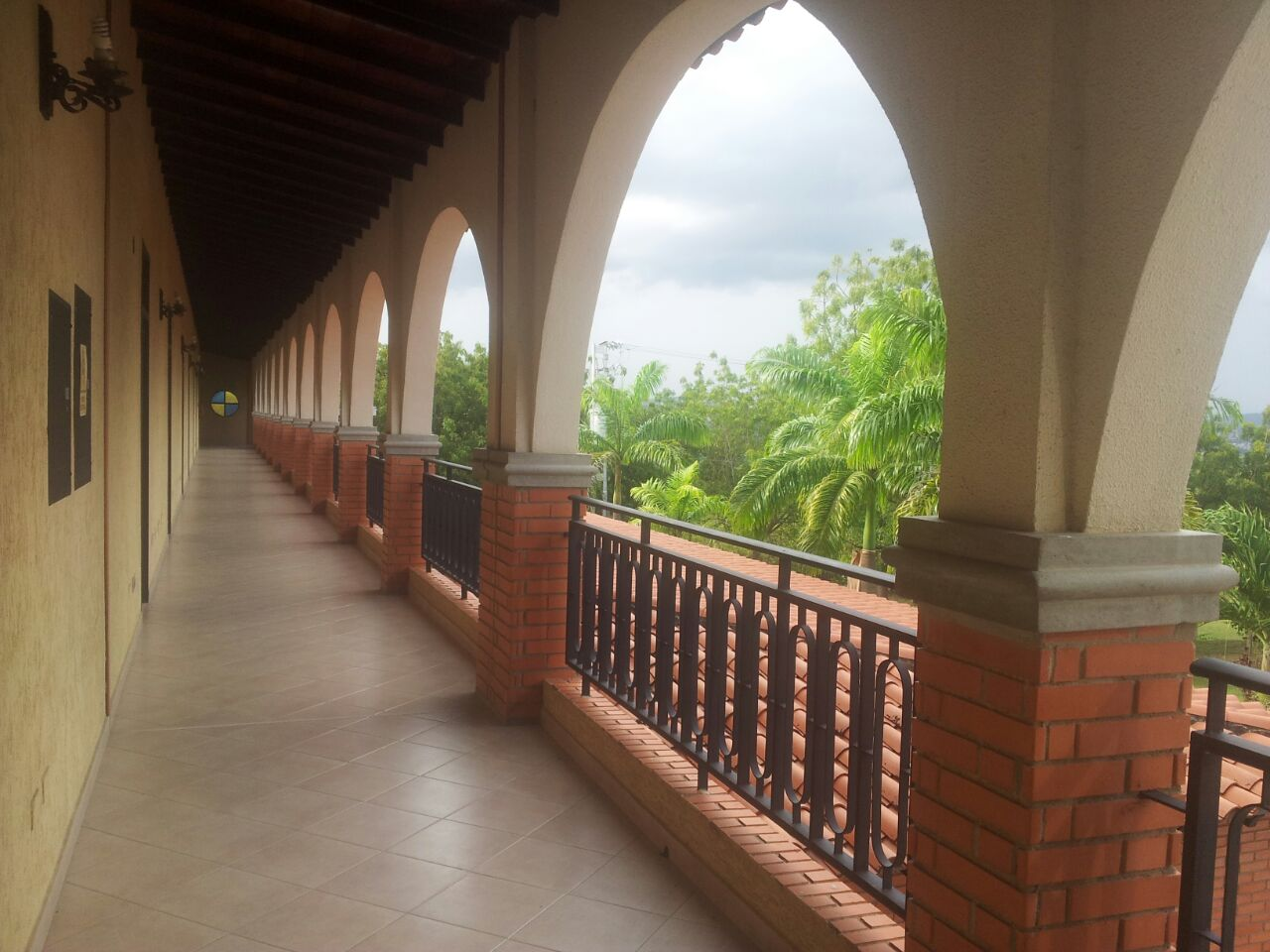
Interior del seminario "los agustinos" (Lara)

El seminario Los Agustinos es un seminario ubicado en Agua Viva, Municipio Palavecino en el estado Lara. fue fundado el 18 de agosto de 2001 por los padres agustinos, fue bendecido e inaugurado principalmente por el presbítero Tulio Manuel Chirivella Varela quien era para entonces arzobispo de la arquidiócesis de la ciudad de Barquisimeto. El primer grupo de religiosos estuvo conformado por diecisiete frailes agustinos y tres sacerdotes venidos de diferentes países de la zona del Caribe.

Otra motivación fue la O.A.L.A (Organización de Agustinos de América Latina). Se solicitó la organización de un noviciado en algunos países en el área del Caribe. Venezuela por estar en un lugar estratégico, los venezolanos quisieron tomaron esa iniciativa, de ahí nace la creación y construcción de un seminario aquí en Venezuela, instalaciones similares las hay en Caracas, Valencia, Zulia, y en otros estados. 

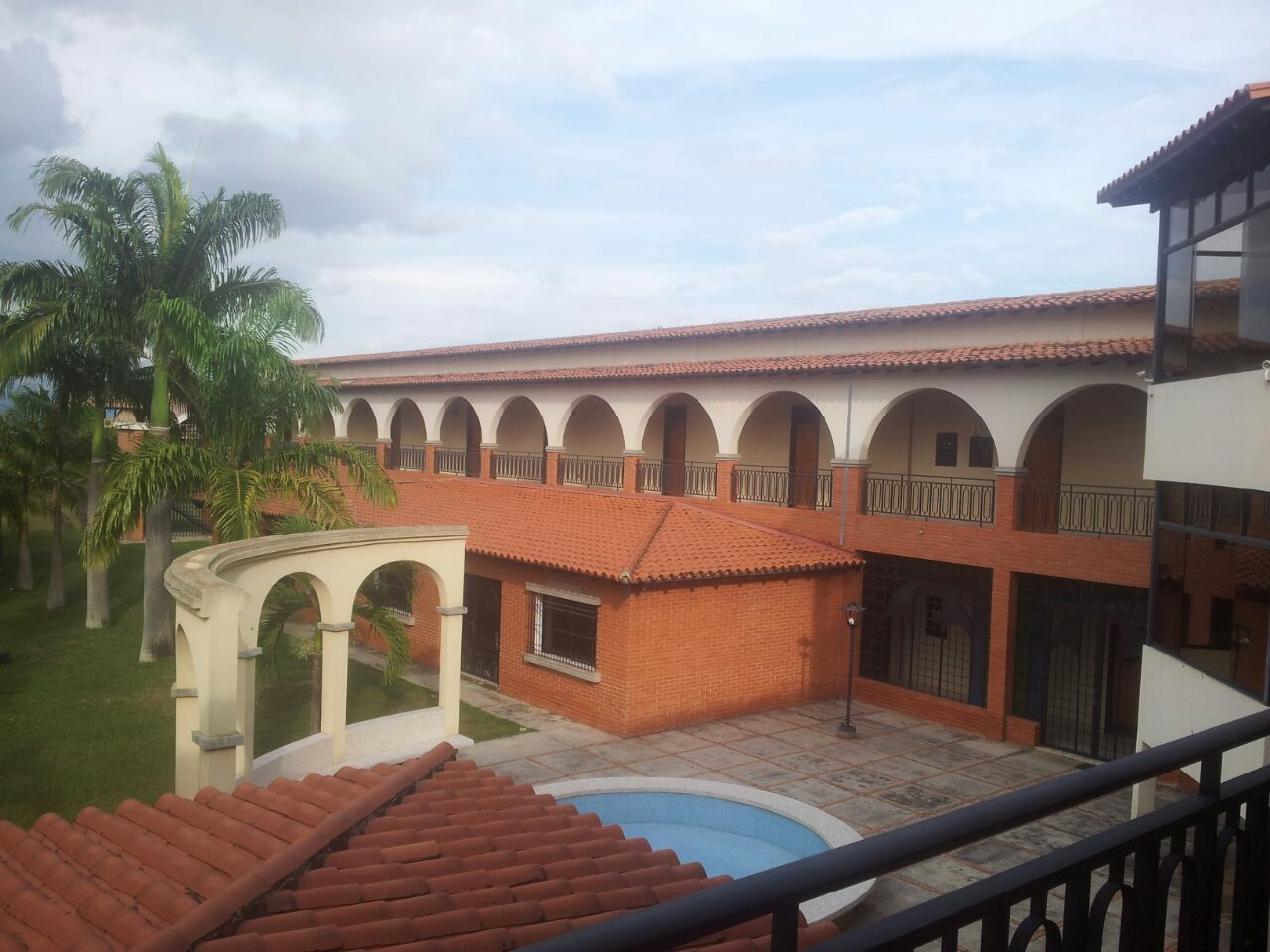
Interior del seminario "los agustinos" (Lara)

## Actividades realizadas
- Existen unos horarios diurnos, nocturnos y mixtos, en los cuales se emplea oración y compartir entre los habitantes de dicho seminario.
- La atención a las personas en las Confesiones religiosas. Acude la población de la zona de Barquisimeto (Venezuela) y Cabudare que solicitan este servicio, sobre todo el de orientación espiritual.
- Bautismo
- Misa católica
- Matrimonio católico
- Deporte, como el fútbol
- Retiros espirituales
- Encuentros
- Talleres de desarrollo humano
- Atención de diversos grupos como “Legionarios de Cristo”, “Comunidades catecumenales”, “Rotary International”, “EFV (Encuentros Familiares de Venezuela]), “PDA (Proyecto De Amor), entre otros…

- Datos: Q20012805